# 225 lat Mennicy Warszawskiej (moneta kolekcjonerska 20 000 złotych)
225 lat Mennicy Warszawskiej – kolekcjonerska moneta bimetaliczna o nominale 20 000 złotych, wyemitowana przez Narodowy Bank Polski 1 lutego 1991 r. zarządzeniem z 28 grudnia 1990 r. Z formalnego punktu widzenia, przestała być prawnym środkiem płatniczym z dniem denominacji z 1 stycznia 1995 roku, rozporządzeniem prezesa Narodowego Banku Polskiego z dnia 18 listopada 1994 (Monitor Polski nr 61 poz 541).

## Awers
W centralnym punkcie umieszczono godło – orła w koronie, po bokach orła rok 1991, dookoła napis „RZECZPOSPOLITA POLSKA”, na dole napis „ZŁ 20000 ZŁ”, pod łapą orła znak mennicy w Warszawie.

## Rewers
Na tej stronie monety znajduje się ozdobny monogram z koroną, wokół niego data 1766, dookoła napis „225 LAT MENNICY WARSZAWSKIEJ”.

## Nakład
Monetę wybito w Mennicy Państwowej, stemplem lustrzanym, na krążku bimetalicznym (mosiądz manganowy na zewnątrz, miedzionikiel wewnątrz), o średnicy 32,1 mm, o masie 9,45 grama, z rantem na przemian ząbkowanym i gładkim, w nakładzie 100 000 sztuk, według projektu St. Wątróbskiej-Frindt.

## Opis
Była to pierwsza moneta bimetaliczna wybita przez mennicę w Warszawie. Moneta była trzecią z rzędu upamiętniającą rocznice założenia mennicy przez Stanisława Augusta Poniatowskiego. Jej poprzedniczkami były:
- okolicznościowa dziesięciozłotówka z 1966 w miedzioniklu (tzw. mała Kolumna Zygmunta) z napisem na rancie: „W DWUSETNĄ ROCZNICE MENNICY WARSZAWSKIEJ”,
- dwustuzłotowa próba kolekcjonerska z 1986 w miedzioniklu z Władysławem I Łokietkiem i napisem na rancie „220 LAT MENNICY W WARSZAWIE”.

## Wersje próbne
Istnieje wersja tej monety należąca do serii próbnej w niklu, wybita w nakładzie 500 sztuk.